# Трасандино де Лос Андес
Трасандино де Лос Андес (на испански: Trasandino de Los Andes) е чилийски професионален футболен отбор от Лос Андес, регион Валпараисо. Основан е на 27 април 1906 г. от работници на Трансандинската железница. Добива професионален статут през 1952 г., когато започва участието си в новосформираната втора дивизия, чийто шампион става през 1985 г. Между 1985 и 1992 г. се нарича Кобреандино де Лос Андес.

## Футболисти

### Известни бивши футболисти
- Иван Саморано
- Лисардо Гаридо

## Успехи
- Примера Б:
  - Шампион (1): 1985
  - Вицешампион (1): 1963
- Сегунда Дивисион:
  - Шампион (1): 2012
  - Вицешампион (1): 2013 Т
- Терсера Дивисион:
  - Вицешампион (1): 2005, 2010
- Терсера Б:
  - Шампион (1): 1992